# Россолимо, Григорий Иванович
Григо́рий Ива́нович Россоли́мо (5 [17] декабря 1860, Одесса, Херсонская губерния, Российская империя — 29 сентября 1928, Москва, РСФСР, СССР) — российский и советский невропатолог, психоневролог и дефектолог.

## Биография
Родился в семье греческого происхождения. Его дед, моряк с острова Кефалония, спасся при кораблекрушении возле Одессы и остался здесь жить. Отец — потомственный почётный гражданин.
В 1879 году окончил одесскую Ришельевскую гимназию, в 1884 году — медицинский факультет Московского университета. Был однокурсником и близким другом А. П. Чехова.
В 1887 году защитил диссертацию на степень доктора медицины «Экспериментальное исследование по вопросу о путях, проводящих чувствительность и движение в спинном мозгу». С 1890 года — заведующий клиникой нервных болезней при клинике внутренних болезней А. А. Остроумова. Преподавал в Московском университете. В связи с событиями 1911 в знак протеста вышел в отставку.
После ухода из Московского университета организовал (1911) на собственные средства Клинику нервных болезней детского возраста, где безвозмездно работали его ученики и друзья: С. Я. Рабинович, Ф. Д. Забугин и др.; в 1917 году он передал её Московскому университету. Россолимо был также одним из организаторов Общества невропатологов и психиатров (1890), где состоял председателем в течение 10 лет. Был основателем и соредактором (с 1901) журнала «Невропатология и психиатрия». Являлся одним из организаторов психологического общества при Московском университете. Активно выступал на педагогических и психологических съездах, освещая проблемы изучения обучения и воспитания умственно отсталых детей.
В декабре 1916 года избран гласным Московской городской думы, но результаты выборов утверждены не были.
В 1917 году Россолимо вернулся в Московский университет и возглавил кафедру нервных болезней, также возглавлял Неврологический институт им. А. Я. Кожевникова и клинику нервных болезней; основал (1923) при клинике детское неврологическое отделение. Работал (с 1918) в разных Наркоматах, Реввоенсовете, Главном военно-санитарном управлении РККА.
Умер в Москве 29 сентября 1928 года. Похоронен на Новодевичьем кладбище.

«Россолимо нас всегда привлекал не математикой топической диагностики и не безрадостным лечением больных (да и сейчас оно почти не улучшилось), а своим обликом. Мы знали, что это друг А. П. Чехова. Кроме того, Россолимо был крупный ученый, известный своими оригинальными трудами (студенты, не вникая в суть этих достижений, обычно угадывали, кто истинный ученый, а кто говорит с чужого голоса). Наконец, он казался нам обаятельным в своем душевном подходе и деликатной речи. На праздновании Татьянина дня он нам, студентам, сказал, перефразируя слова Калигулы: «Как жаль, что вы не имеете одной головы, но не для того, чтобы ее снять, а чтобы ее обнять» (и я был горд, что при этом он обнял меня). Правда, мы подсмеивались над его детскими тестами (определявшими внимание, комбинационные способности и т. п.), нам казалось, что умный человек по этим пробам выйдет в дураки, а дурак, чего доброго, сойдет умницей», — вспоминал тогдашний студент А. Л. Мясников.

## Научная деятельность

### Невропатология
Г. И. Россолимо разрабатывал вопросы морфологии нервной системы. Описал патологический стопный сгибательный рефлекс, впоследствии названный его именем. Этот рефлекс — важный симптом при органических поражениях пирамидного пути.
Россолимо первым проследил ход пучка Говерса в церебральном направлении; разработал зоны кровообращения в продолговатом мозгу, предложил новый хирурго-токсический метод изучения мозговых функций. Он разработал синдром диссоциированных расстройств чувствительности при поражении мозгового ствола. Россолимо был одним из первых невропатологов, решившихся применять для лечения нервнобольных хирургические методы.
Пальцевой рефлекс Россолимо получил широкое распространение в клинике нервных болезней и стал непременным приёмом при объективном исследовании нервной системы.
Работал Россолимо также в области диагностики опухолей головного мозга, клинике рассеянного склероза, полиомиелита, рецидивирующего паралича лицевого нерва при мигрени.
Изобретатель многих медицинских приборов и аппаратов для клинического обследования: динамометр, клонограф, мозговой топограф, диадохокинограф, ортокинометр, дерматографометр, прозопометр и др.

### Психология и дефектология
Сферой научных интересов Россолимо были клинико-психологические исследования интеллектуального развития, как в норме, так и при патологии. Огромное значение он придавал исследованиям, результатом которых было улучшение состояния воспитания умственно отсталых детей. Г. И. Россолимо считал необходимым привлечение к воспитанию разнообразных наук о человеке. В своей деятельности он использовал и развивал идеи К. Д. Ушинского. Как отмечал его коллега Ф. Д. Забугин:

Идеи Ушинского и Пирогова и их заветы были постоянно спутниками педагогических характеристик, диагнозов и тех мероприятий, которыми всегда провожал Г. И. своих маленьких пациентов.

Вслед за К. Д. Ушинским Г. И. Россолимо писал:

Искусство воспитания… требует себе на помощь различные науки о человеке и в особенности те, которые занимаются душой человека не только вообще, но и на разных ступенях и в разных условиях его развития: наука о ребёнке, педология, со всеми своими атрибутами индуктивной дисциплины уже стучится в двери семейных домов и школ, апеллируя к наблюдениям родителей, заметкам учителей и данным исследования врачей, особенно врачей — знатоков детской здоровой и больной души.

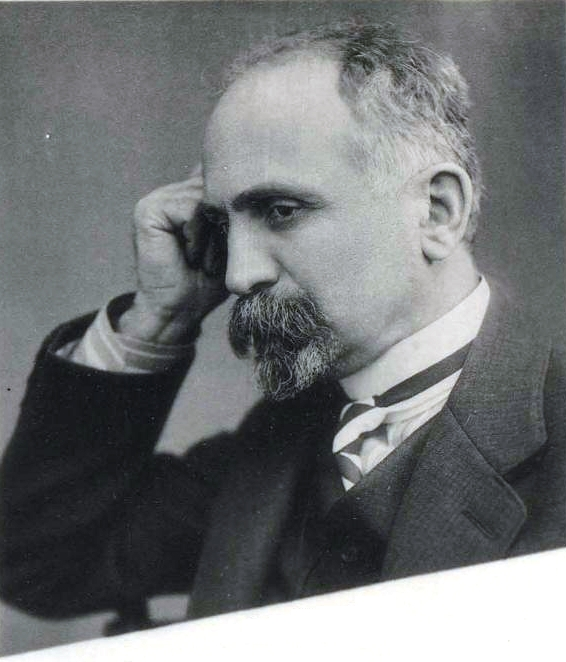
Г. И. Россолимо, 1911

Г. И. Россолимо считал, что надо создать метод изучения личности ребёнка, который бы позволял определить уровень его интеллектуального развития. Это даст возможность направлять отстающих детей в специальные классы и заведения, а также дифференцированно подойти к умственной отсталости, выделяя в ней разные группы по степени тяжести нарушения интеллекта.

### Метод изучения интеллекта
Свой метод экспериментального исследования личности он назвал методом «психологических профилей». В методе выделяются 11 психических профилей (воля, внимание, точность и прочность восприимчивости, зрительная память, память на речь, память на числа, осмысление, комбинаторные способности, сметливость, воображение, наблюдательность). Профили оцениваются по десятибалльной шкале. Графически высота каждого профиля выражалась высотой ординаты: из показателей вычислялась средняя высота психологического профиля. Метод стал первым профильным изображением результатов измерения интеллектуальных способностей. Г. И. Россолимо считал, что профиль имеет диагностическое значение для определения дефективности личности, степеней умственной отсталости (значительная, средняя или слабая), а также характера отсталости (недостатки высших психических процессов, слабость психического тонуса). Он писал о цели своего метода:

Центр главного нашего интереса … заключается в определении, при помощи исследования психологического профиля, высоты отсталости, то есть степени отсталости или вернее, силу психо-механики учащихся, и для достижения этой основной нашей цели мы и постарались использовать все упомянутые точки зрения, как мерило проверки нашего метода. Результаты получились: мы могли проследить довольно полное соответствие между показателями профиля с одной стороны, и медико-педагогическими характеристиками, приведёнными к распределению по учебным заведениям, с другой.

Г. И. Россолимо отмечает необходимость определения потенциальных возможностей ребёнка ещё до школы, что поможет сразу направить его в соответствующее учебное заведение. По его мнению, разработанный им метод может оказать в этом значительную помощь.

В этом направлении, на основании данных этой работы мы могли бы сделать некоторые практические выводы для руководства при решении вопроса о характере одарённости или, вернее, если можно так выразиться, неодарённости детей на предмет направления их в соответствующее учебное заведение; конечно, речь здесь идёт не о таких выводах, которые дают отдельные паспорта для направления в тот или иной класс, в ту или иную школу, а о тех принципиальных исходных точках для характеристики психо-механики ребёнка, которые позволяют даже заранее, ещё до школьного опыта, делать заключения о рабочей силе ума и об её психологических, наиболее характерных особенностях…

Метод, разработанный Россолимо, использовался многими исследователями. Его взгляды на экспериментальное исследование интеллекта оказали значительное влияние на изучение детей с отклонениями в развитии. Несмотря на то, что в дальнейшем были показаны значительные недостатки этого метода, и сама идея количественного исследования интеллекта была подвергнута научно обоснованной критике, его идеи составили целый этап в развитии изучения детей с отклонениями в России. На момент появления метода в России практически не было ни одного разработанного отечественными учёными метода исследования интеллекта детей с отклонениями. Таким образом, Г. И. Россолимо — один из основоположников отечественной дефектологии.

## Отзывы современников

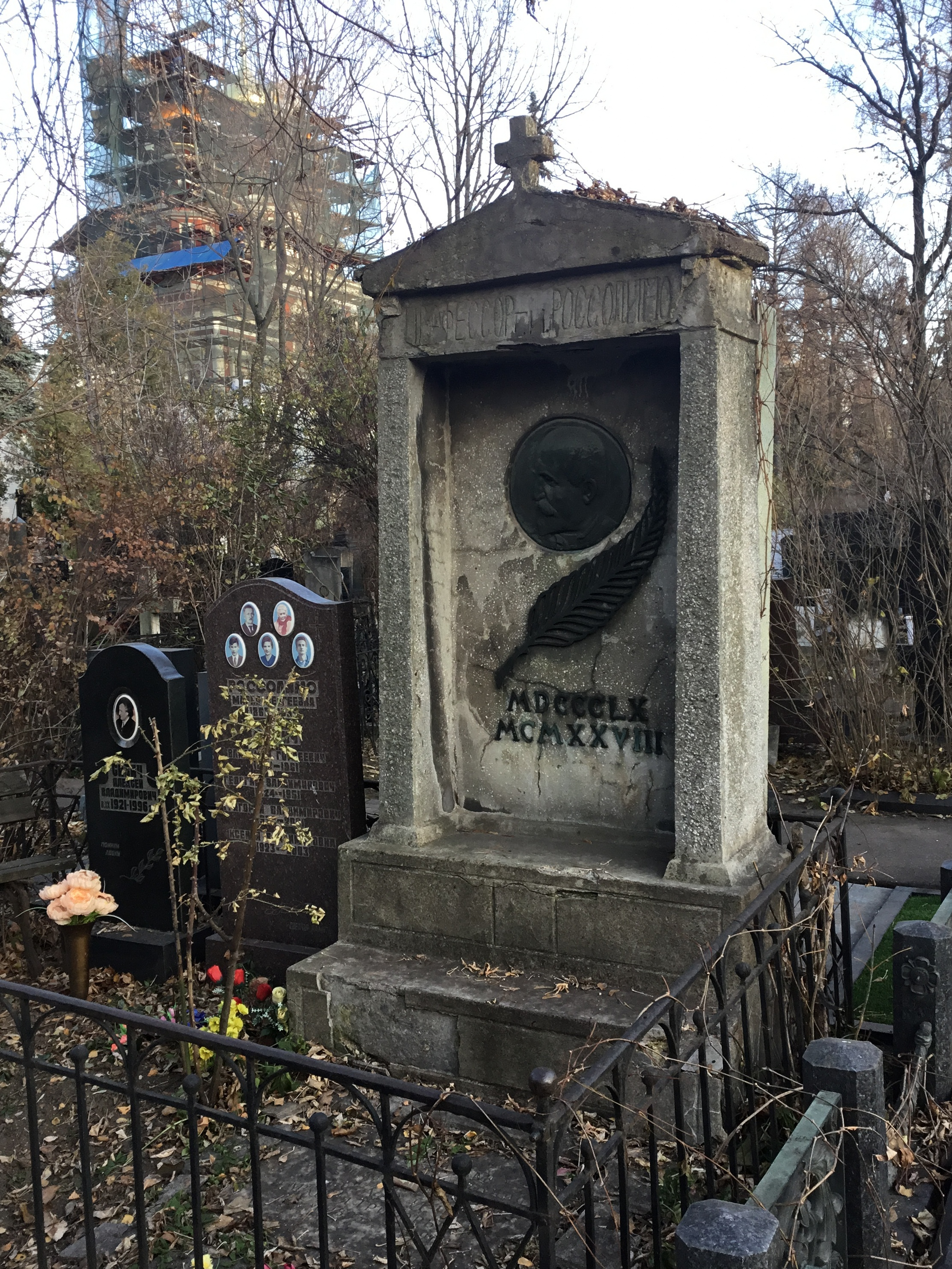
Могила Г. И. Россолимо на Новодевичьем кладбище

- Первый нарком здравоохранения Н. А. Семашко говорил, что Г. И. Россолимо обладает исключительным талантом и является учёным с мировым именем. Особенно подчёркивал Семашко большую работу Россолимо по изучению нервно-больных детей, по созданию первого, и единственного в то время в СССР, детского отделения при клинике нервных болезней.
- Академик И. П. Павлов говорил о его «… разносторонней и высоко плодотворной научной деятельности».
- Народная артистка СССР А. А. Яблочкина благодарила за помощь, которая позволила ей изучить психику больного человека и потом воплотить это на сцене в образе её героев.
- Известный специалист по обучению умственно отсталых детей Е. К. Грачёва писала, поздравляя Г. И. Россолимо: «Спасибо за несчастных деток, на благо которых Вы трудились 40 лет».

## Память
Именем Г. И. Россолимо названа улица в Хамовническом районе Москвы.